# Ocotea contrerasii
Ocotea contrerasii  es una especie de planta en la familia Lauraceae. Es un árbol o arbusto endémico de Guatemala que fue únicamente registrado en el departamento de Baja Verapaz. Crece en bosque alto, y puede alcanzar una altura de 20 m.